# Méliphage à sourcils noirs
Manorina melanophrys
Espèce
Statut de conservation UICN

 LC  : Préoccupation mineure
Le Méliphage à sourcils noirs (Manorina melanophrys) est une espèce de passereau méliphage trouvé dans le sud-est de l'Australie depuis la région de Melbourne jusqu'à celle de Brisbane.

## Description

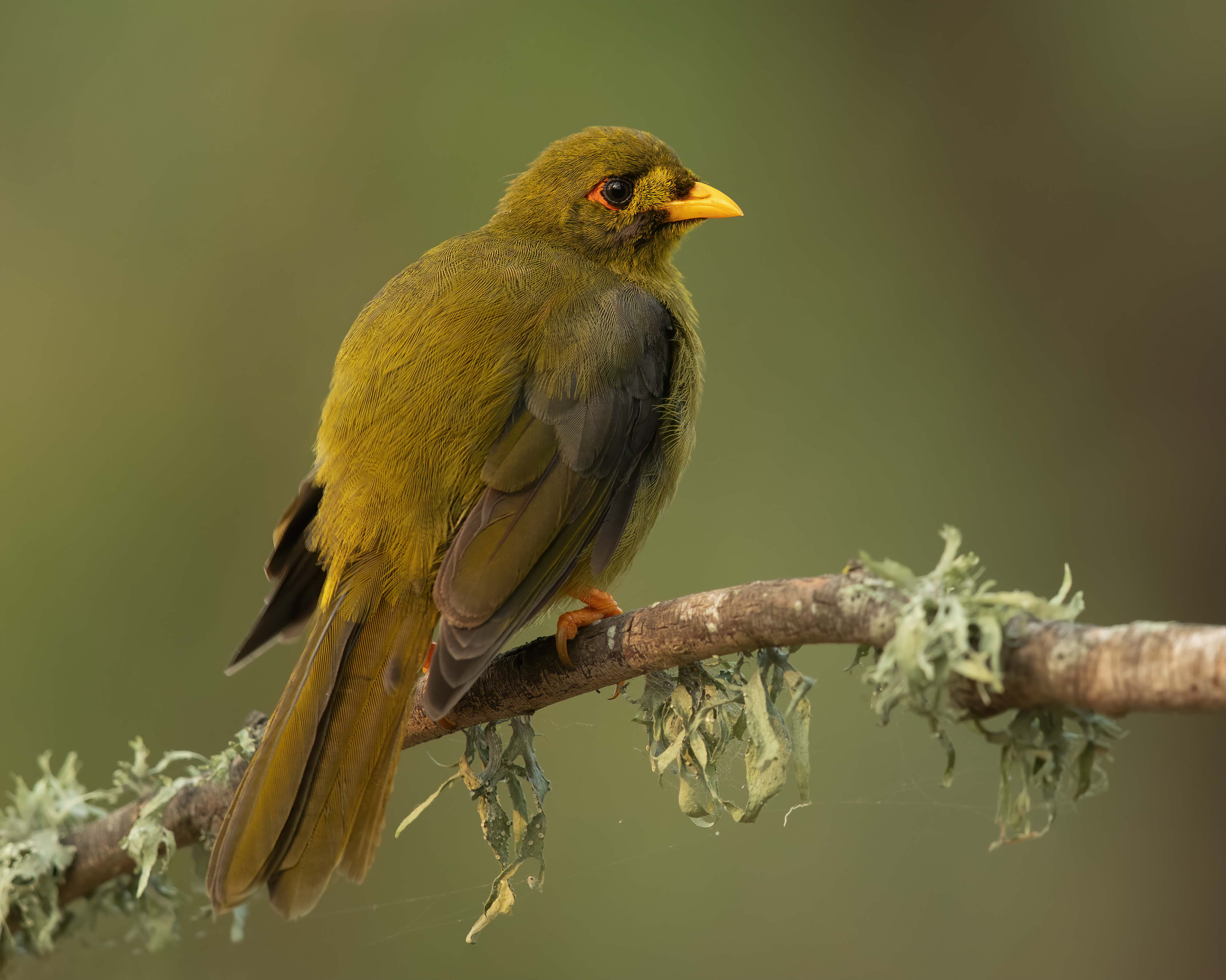
Un méliphage à sourcils noirs vers Penrith (Australie). Novembre 2019.

Il mesure 18 cm de long pour un poids de 30 g. Il est de couleur vert-olive avec un bec jaune et des pattes jaune-orangé.

## Régime alimentaire
Il se nourrit en priorité du miellat fabriqué par des psyllidae à partir de la sève de feuilles d'eucalyptus et qu'ils déposent en forme de cloches au-dessus d'eux pour s'abriter. Ces insectes fabriquent ces cloches appelées bell lerps en anglais pour que les oiseaux se nourrissent de miellat plutôt que d'eux-mêmes. Faute de miellat, les méliphages mangent les insectes.

## Écologie et comportement
Ces oiseaux sont agressifs  et défendent leur territoire collectivement, l'interdisant à la plupart des autres espèces de passereaux. Ils le font pour protéger leur territoire d'autres prédateurs qui mangeraient le miellat dont ils vivent, ou les psyllides qui le produisent. Chaque fois que les dépôts de miellats augmentent trop, la forêt meurt par épuisement des arbres.